# Kronična bolečina
Kronična bolečina je bolečina, ki ostaja tudi po tem, ko osnovni vzrok bolezni ali poškodbe izgine, ali kadar vzroka ni mogoče odstraniti. Lahko se nadaljuje neomejeno dolgo. Po časovni opredelitvi je kronična bolečina tista, ki traja več kot tri do šest mesecev. Časovna meja, ki bi razlikovala kronično bolečino od akutne, je arbitrarno določena in nekateri znanstveni zagovarjajo trajanje vsaj 12 mesecev, da lahko govorimo o kronični bolečini. Kronična bolečina nima nobene biološke zaščitne vloge in je zato ne smemo razumeti kot simptom, temveč kot bolezen.
Kronična bolečina je ekonomski, socialni in družbeni problem in ocenjujejo, da je njena razširjenost v različnih delih sveta od 10,1% do 55,2 %. Po podatkih iz literature je njena splošna prevalenca v Evropi 35 %.
Obstajajo različni pristopi za zdravljenje kronične bolečine: farmakološko zdravljenje (z zdravili), fizikalna medicina, vedenjska medicina, nevromodulacija, interventni pristopi in kirurški pristopi. Optimalni rezultati so pogosto posledica kombinacije različnih pristopov.

## Razvrščanje
Kronična bolečina je lahko:
- nociceptivna – povzroča jo vnetje ali poškodba tkiva in jo sproži vzdraženost specializiranih senzorjev za bolečino, imenovanih nociceptorji;
- nevropatska – posledica okvare ali nepravilnega delovanja živčevja.

### Nociceptivna bolečina
Nociceptivna bolečina je lahko površinska ali globoka, globoko nociceptivno bolečino pa nadalje delimo na somatično in visceralno. Površinsko bolečino povzroči aktivacija nociceptorjev v koži in drugih površinskih tkivih. Globoka somatična bolečina je posledica vzdraženja nociceptorjev v vezeh, kitah, kosteh, žilju, mišičnih ovojnicah ali mišicah in je topa ter jo bolnik težko lokalizira, globoka visceralna bolečina pa izvira v notranjih organih in je lahko dobro lokalizirana, pogosteje pa jo bolnik zelo težko lokalizira, hkrati pa lahko hujša visceralna bolečina seva v druge dele telesa (govorimo o preneseni bolečini).

### Nevropatska bolečina
Nevropatska bolečina, ki je posledica okvare zgradbe in/ali delovanja obkrajnega ali osrednjega živčevja, je lahko obkrajna (obodna ali periferna; izvira iz obkrajnega živčevja) ali osrednja (centralna, izvira iz osrednjega živčevja). Obkrajna nevropatska bolečina je pogosto pekoča, zbadajoča, skeleča, v obliki mravljinscev ali kot tresenje elektrike.

## Patofiziologija
Pri prehodu iz akutne bolečine v kronično so vpleteni različni mehanizmi, ki so zapleteni in vključujejo medsebojne odnose vreceptorskih sistemih, znotrajcelične spremembe koncentracije ionov in drugih snovi ter funkcionalne in anatomske spremembe v živčnem sistemu za zaznavanje bolečine. Osnova prehoda akutne bolečine v kronično sta pojava periferne in centralne senzitizacije in posledična patološka bolečina. V mehanizem nastanka kronične bolečine je vključena spremenjena aktivnosti receptorjev v zadajšnjem rogu hrbtenjače. Ob normalni
stimulaciji v zadajšnjem rogu hrbtenjače se aktivirajo AMPA-receptorji, NMDA-receptorji pa se ne aktivirajo, ker jih zavira magnezij. V primeru, da je dražljaj dovolj močan in ne preneha, se zaradi različnih dejavnikov odstrani magnezijeva zapora in NMDA-receptorji se aktivirajo. V začetku je aktivnost NMDA-receptorjev šibkejša, s časom pa se poveča tako število kot odziv nociciptivnih nevronov v zadajšnjem rogu hrbtenjače. Ta proces se lahko nadaljuje tudi po prenehanju stimulacije iz periferije.
Kronična bolečina različnih etiologij tudi vpliva na strukturne in funkcionalne spremembe v možganih. Raziskave s slikanjem z magnetno resonanco s pokazale spremembe v anatomskih in funkcionalnih povezavah v osrednjem živčevju, pri čemer so prizadeti predeli možganov, ki so sicer povezani s proženjem bolečine. Nadalje se vztrajna bolečina povezuje z izgubo sive možganovine, ki pa je reverzibilna in se stanje po prenehanju bolečine lahko normalizira.

## Zdravjenje
Ugotavljanje mehanizma kronične bolečine, torej ali gre za nociceptivno ali nevrogeno bolečino, je osnova za njeno zdravljenje. Načini zdravljenja kronične bolečine so:
- sistemski in regionalni farmakološki pristopi: protibolečinska zdravila in učinkovine, ki vplivajo na mehanizme prenašanja in modulacije bolečinskega dražljaja,
- etiološko utemeljene kirurške intervencije,
- električne stimulacije,
- fizikalna, delovna terapija in psihoterapija.

Optimalni rezultati so pogosto posledica kombinacije različnih pristopov, predvsem usklajene multidisciplinarne skupine strokovnjakov, ki sodelujejo pri zdravljenju bolečine. Popolna odsotnost bolečine po zdravljenju je redka, vendar tudi delni odgovor lahko klinično pomembno izboljša kakovost bolnikovega življenja